# 23 Pułk Piechoty (LWP)
23 pułk piechoty (23 pp) – oddział piechoty ludowego Wojska Polskiego.

## Formowanie i zmiany organizacyjne
Pułk był formowany dwukrotnie, latem i jesienią 1944 roku, w oparciu o sowiecki etat Nr 04/501 pułku strzelców gwardii.
Po raz pierwszy organizacja jednostki została podjęta w połowie sierpnia 1944 roku w Białej Podlaskiej. Organizatorem i pełniącym obowiązki dowódcy pułku został major Wincenty Rożkowski. Wymieniony oficer był szefem sztabu zgrupowania Polskich Oddziałów Partyzanckich "Jeszcze Polska nie zginęła" na bazie, którego miała być formowana 8 Dywizja Piechoty. Zalążkiem 23 pp zostały oddziały partyzanckie: "Księdza Brzózki" i "Ziemi Lubelskiej" oraz zwiad konny III Brygady. 13 sierpnia 1944 roku 23 pp liczył 300 żołnierzy. 20 sierpnia 1944 roku Naczelny Dowódca Wojska Polskiego wydał rozkaz Nr 8 nakazujący sformowanie 2 Armii. Rozkaz ten sankcjonował utworzenie 34 pułku piechoty w składzie 8 DP. 23 sierpnia 1944  do Siedlec przybyła grupa organizacyjna 8 DP, a w jej składzie, wyznaczony na dowódcę pułku, major Stanisław Pluto. Przejęcie funkcji dowódczych w 8 DP przez oficerów Armii Czerwonej oraz odwołanie oficerów zgrupowania "Jeszcze Polska nie zginęła" na czele z pułkownikiem Robertem Satanowskim wywołało falę niezadowolenia wśród byłych partyzantów oraz obawę, że zostaną oni uwięzieni. Wyrazem tych obaw i niezadowolenia były między innymi dwie zbiorowe dezercje z szeregów pułku. Pomiędzy 23 a 28 sierpnia 1944 roku zdezerterowało 40, a następnie 160 uzbrojonych żołnierzy. 28 sierpnia 1944 we wsi Łomazy major Pluto przejął dowództwo nad pułkiem, który liczył wówczas około 500 żołnierzy i powrócił z nim do Siedlec. 3 września 1944  pułk został skierowany do lasu na południowy wschód od Mord. Dowództwo pułku rozlokowało się we wsi Rogóziec. W lesie żołnierze przystąpili do kopania ziemianek, w których mieli kwaterować do czasu zakończenia szkolenia i wymarszu na front. 7 września 1944  Naczelny Dowódca WP wydał rozkaz Nr 19 o przywróceniu starej numeracji pułków piechoty. Na mocy tego rozkazu 23 pułk piechoty został przemianowany na 34 pułk piechoty.
Po raz drugi 23 pułk piechoty rozpoczęto formować w październiku 1944 w rejonie Zamościa, w składzie 12 Dywizji Piechoty. Na dowódcę pułku został wyznaczony podpułkownik Saweli Litwak. 1 listopada 1944 roku zalążek pułku liczył 320 żołnierzy, w tym 19 oficerów, 26 podoficerów i 275 szeregowców. Stanowiło to nieco ponad 11% stanu etatowego. 15 listopada 1944 roku została podjęta decyzja o zaniechaniu formowania 3 Armii, a tym samym 23 pp. Do końca listopada jednostka została rozformowana, a żołnierze w większości wcieleni do 10 Dywizji Piechoty i 10 Brygady Artylerii Ciężkiej.